# Терешкевич, Сергей Григорьевич
Сергей Григорьевич Терешкевич (1910—1944) — старший лейтенант Рабоче-крестьянской Красной Армии, участник Великой Отечественной войны, Герой Советского Союза (1945).

## Биография
Сергей Терешкевич родился 23 апреля 1910 года в селе Чкаловское (ныне — Спасский район Приморского края). После окончания четырёх классов школы работал плотником. В 1933 году Терешкевич был призван на службу в Рабоче-крестьянскую Красную Армию. В 1939 году он окончил курсы младших лейтенантов. С июля 1941 года — на фронтах Великой Отечественной войны.
К июню 1944 года старший лейтенант Сергей Терешкевич командовал ротой 459-го стрелкового полка 42-й стрелковой дивизии 49-й армии 2-го Белорусского фронта. Отличился во время освобождения Могилёвской области Белорусской ССР. 26 июня 1944 года рота Терешкевича первой переправилась через Днепр в районе деревни Добрейка Шкловского района и захватила плацдарм на его западном берегу, после чего удерживала его до переправы основных сил. 27 июня 1944 года во время отражения очередной немецкой контратаки Терешкевич со связкой гранат бросился под немецкий танк, ценой своей жизни уничтожив его. Похоронен в деревне Вешевка Березинского района Минской области Белоруссии.
Указом Президиума Верховного Совета СССР от 24 марта 1945 года старший лейтенант Сергей Терешкевич посмертно был удостоен высокого звания Героя Советского Союза. Также был награждён орденами Ленина и Красной Звезды, рядом медалей.
Похоронен в дер. Вешевка Березинского района Минской области. На родине установлен бюст Героя.
Имя С.Г. Терешкевича носит одна из улиц в городе Белыничи Могилёвской области. А так же одна из улиц в его родном селе- Чкаловское  Спасский район, Приморского края.